# Жидек, Иво
Иво Жидек (чеш. Ivo Žídek; 4 июня 1926, Краварже, Опава, Чехословакия — 20 мая 2003, Прага, Чехия) — чешский певец (лирический тенор).

## Биография
Иво Жидек родился в 1926 году в семье кантора Йозефа Жидека (Josef Žídek) и его супруги Иды Жидековой (Ida Žídková) урожд. Гладна (Hladná). Учился у Рудольфа Вашека и Йозефа Шрайбера. Дебютировал в 1945 в Остраве. С 1948 — солист оперной труппы Национального театра в Праге. Выступал в Венской государственной опере (1957—1960), Берлинской государственной опере (1954—1968), театре «Метрополитен-опера» (1966). Был признан лучшим чешским тенором. Концертировал, участвовал в исполнении ораторий. Много гастролировал (в частности, в СССР в 1954, 1955, 1959). В 1989—1991 возглавлял Национальный театр в Праге.

## Оперные партии
- «Проданная невеста» Сметаны — Еник
- «Русалка» Дворжака — Принц
- «Её падчерица» Яначека — Штева, Лаца
- «Лоэнгрин» Вагнера — Лоэнгрин
- «Пиковая дама» Чайковского — Герман
- «Борис Годунов» Мусоргского — Юродивый
- «Греческие страсти» Мартину — Манолис

## Награды
- 1976 — Народный артист ЧССР